# Stietamuk
Stietamuk (Stie'tamux, Styétemx, Lake Shuswap), jedna od sedam izvornih skupina Shuswap Indijanaca, naseljenih do odlaska na rezervate u krajevima između rijeka Fraser i North Thompson u Britanskoj Kolumbiji. Imali su 3 sela: Lake la Hache (Hatlinten ili Hallinten), Canim Lake (Tskasken) i Green Timber (Pelstsokomus).
Ostaci Stietamuka su Canim Lake Šusvapi ili kako su poznati u njihovom jeziku Tsq'escenemc ili "The People of Broken Rock", koje Swantona naziva Tskasken. Danas žive u Tsq'escenu. 

## Vanjske poveznice
- The Tsq'escenemc: The People of Broken Rock  Arhivirana inačica izvorne stranice od 12. prosinca 2010. (Wayback Machine)